# 1910 в авіації

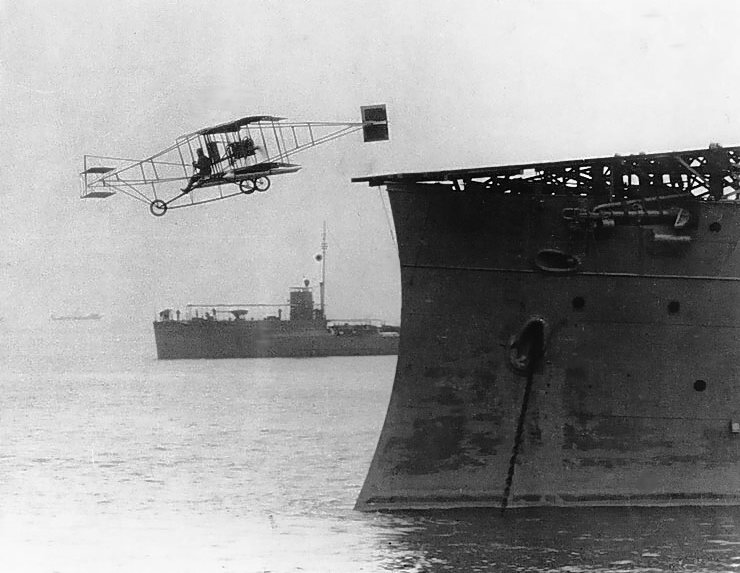
Юджин Елі здійснює перший злет з палуби корабля

Основна стаття: Авіація.
1910 рік в авіації.

## Події
- січень — лейтенант Пол В. Бек (англ. Paul W. Beck) вперше скидає з літака пісочний мішок, що імітує бомбу[1].
- 17 червня — засноване Центральне летовище імені М. В. Фрунзе на Ходинському полі.
- 8 березня — Еліза Леонтіна Деррос (фр. Élisa Léontine Deroche, aussi baronne Raymonde de Laroche), стає першою жінкою в світі, що отримала ліцензію пілота.
- 10 березня — Еміль Аубрун (фр. Émile Aubrun; 25 серпня 1881—14 листопада 1967) робить перші нічні польоти на літаку Blériot XI в Аргентині.
- 31 березня — засноване Московське товариство повітроплавання.
- квітень — сформовано французькі ВПС, із загальною кількістю п'ять літаків.
- 18 травня — в Парижі відкривається перша конференція з повітряного руху.
- 27 серпня — канадці Фредерік Волкер Болдуін (англ. Frederick Walker Baldwin; 2 січня 1882—7 серпня 1948) і Джон Олександр Дуглас МакКарди (англ. John Alexander Douglas McCurdy; 2 серпня 1886—25 червня 1961) на біплані Curtiss, стають першими пілотами, що надсилають радіоповідомлення на землю.
- 22 червня — відбувається перший комерційний рейс дирижабля Deutschland LZ 7 з Фрідріхсгафена до Дюссельдорфа (Німеччина), із 20 пасажирами — 10 чоловіків і 10 жінок на борту, що сплатили за квитки.
- 14 жовтня — швед Карл Седерстрем (швед. Carl Cederström; 5 березня 1867—29 червня 1918) здійснює перший підтверджений політ над Швецією.
- 14 листопада Юджин Бертон Елі (англ. Eugene Burton Ely; 21 жовтня 1886—19 жовтня 1911) здійснює перший злет з палуби корабля, використовуючи тимчасову льотну палубу крейсера USS Birmingham. Корабель знаходився на якорі в затоці Чесапік. Пілот злетів на біплані Curtiss.
- 21 листопада — створено перше в Російській імперії військове льотне училище — «Севастопольська офіцерська школа авіації», зараз Качинське вище військове авіаційне училище льотчиків.
- 19 грудня — капітан Імперської армії Японії Йоситоті Токугава (яп. 徳川好敏; 24 липня 1884—17 квітня 1963), робить перший політ в Японії на біплані Фарман III.
- 20 грудня — засновано Нижегородське товариство повітроплавання.
- 20 грудня — у Чилі засновано перший військовий авіаційний підрозділ.

### Без точної дати
- Гуго Юнкерс (нім. Hugo Junkers; 3 лютого 1859—3 лютого 1935) отримує патент на консоль крила.
- у в Німеччині видають патент для пристрою, який дозволяє встановити кулемет на літаку.
- Імперські ВМС Німеччини починають формувати повітряне крило.
- Російський імператорський флот придбає свій перший літак.
- П'єр Левассер (фр. Pierre Levasseur; 1890—1941) заснував авіаційну компанію «Sociéte Pierre Levasseur Aéronautique», що спочатку виробляє пропелери.

## Галерея

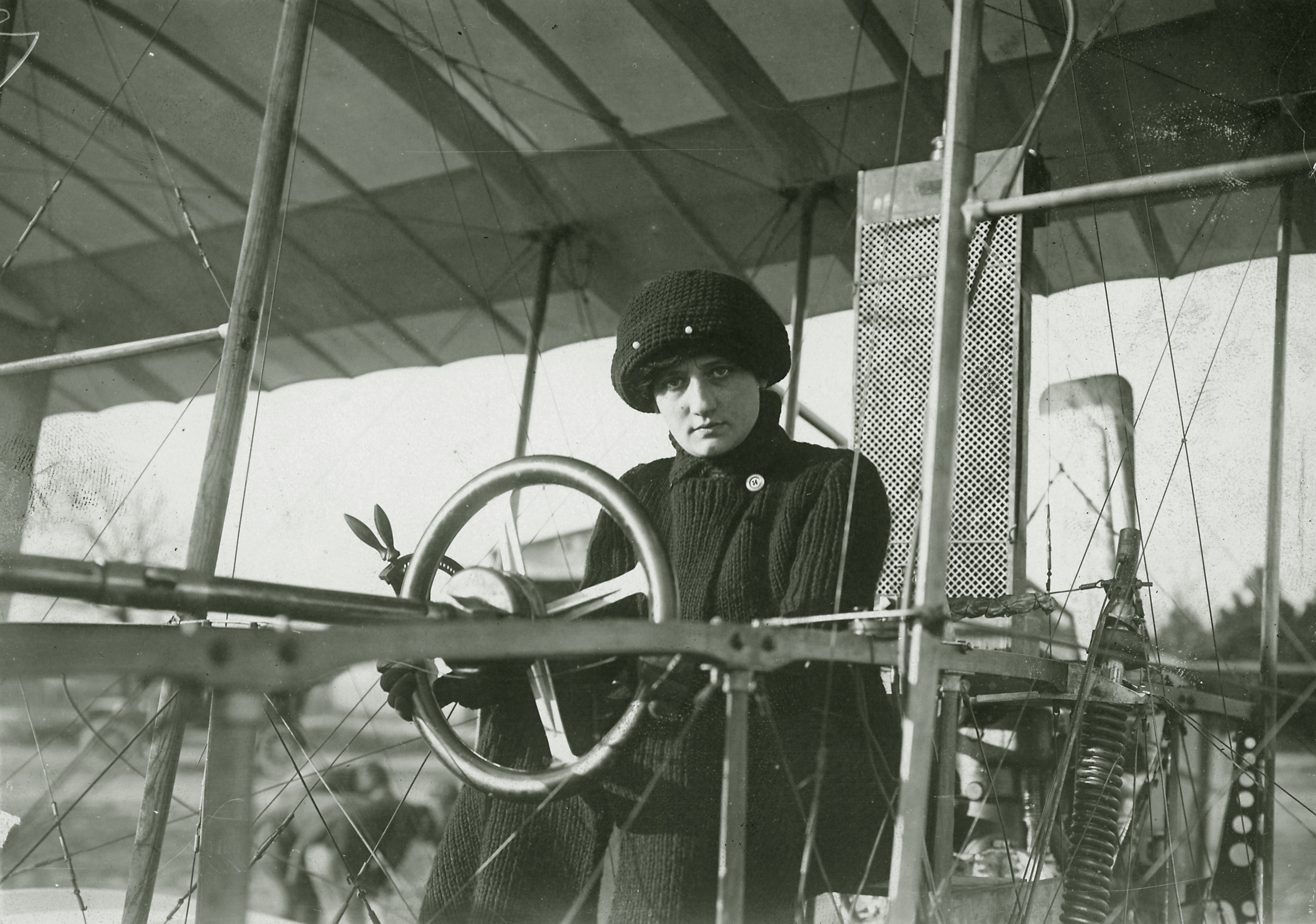
Раймонда де Ларош
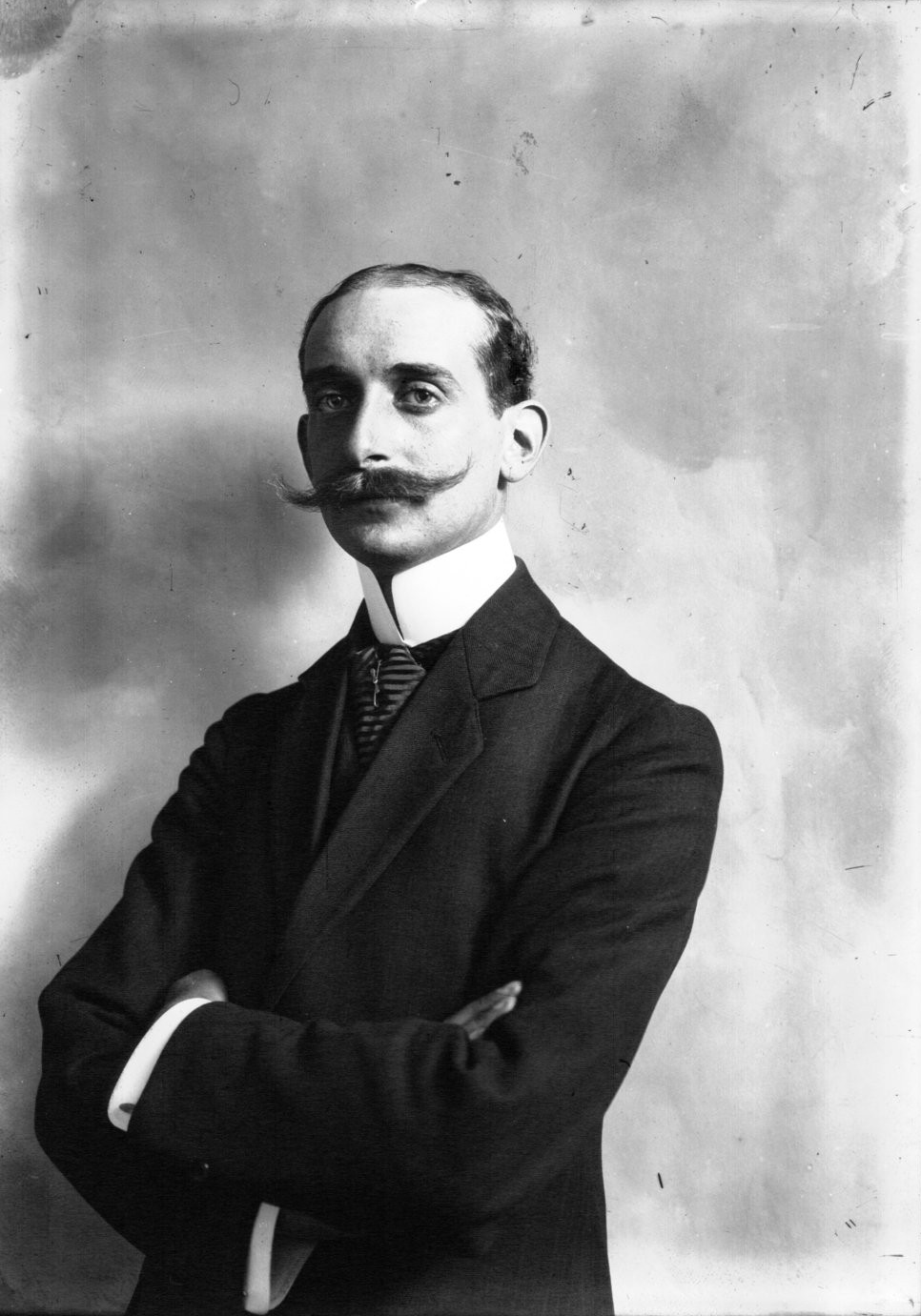
Еміль Аубрун
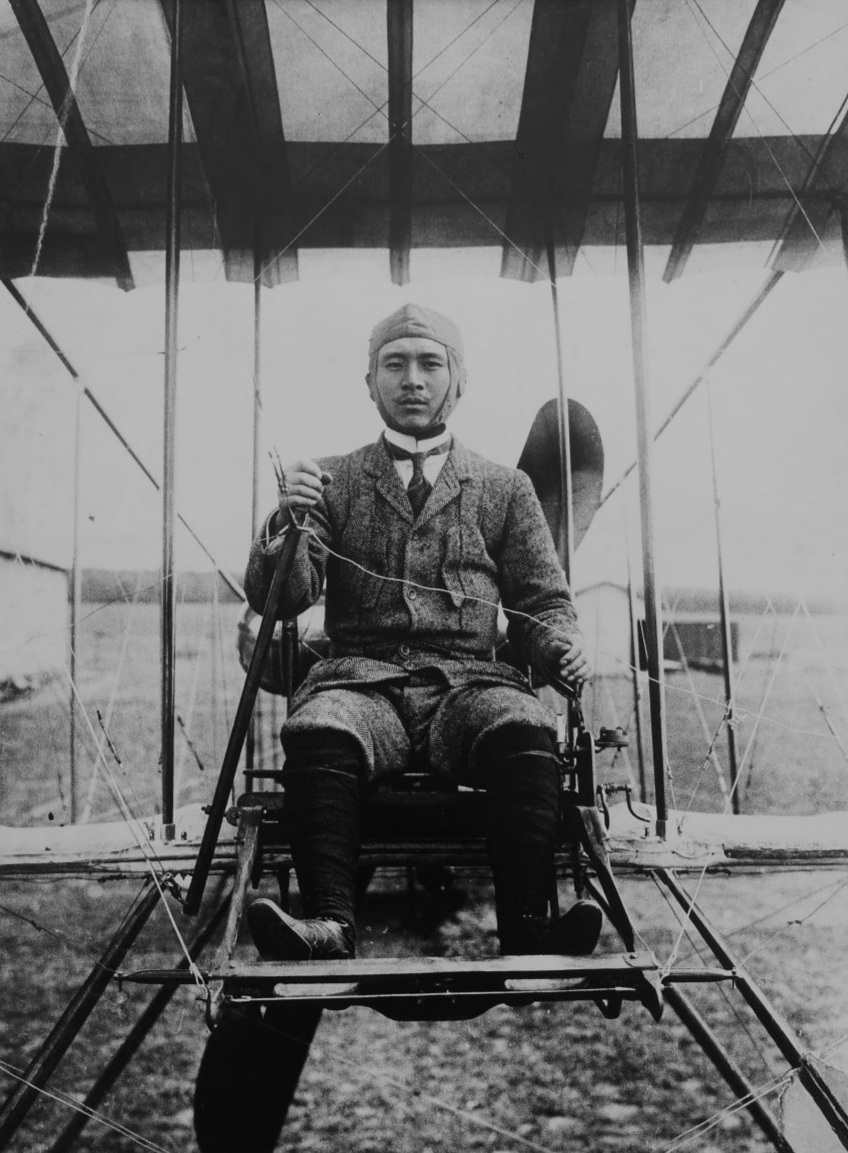
Йоситоті Токугава
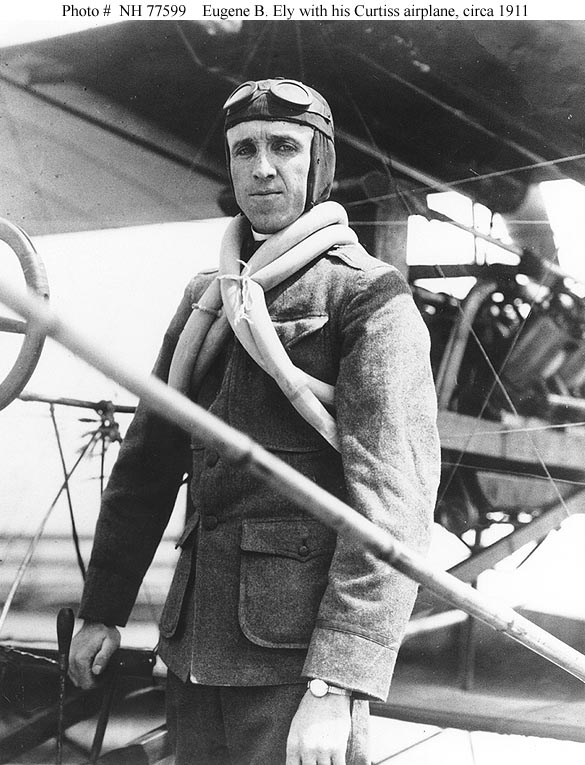
Юджин Бертон Елі

## Перший політ
- квітень — Roe II Triplane, британський літак побудований компанією Avro.
- 27 травня — італійський Caproni Ca.1.
- 5 червня — аероплана Кудашев-1, перший літак побудований на території Російської імперії. Конструктор — професор Київського політехнічного інституту Олександр Кудашев.
- 24 червня — Roe III Triplane.
- 29 липня — Bristol Boxkite, британський літак побудований компанією Airplane Company.
- 12 серпня — дирижабля Кречета.
- вересень
  - Royal Aircraft Factory F.E.1, Джеффрі де Хавілленда (англ. Sir Geoffrey de Havilland; 27 липня 1882—21 травня 1965)
  - Roe IV Triplane, одним з перших британських літаків розроблених (англ. Sir Edwin Alliott Verdon Roe; 26 квітня 1877—4 січня 1958)
- листопад — Martin-Handasyde No. 3, британськиймоноплан
- грудень — Сікорський С-3, Ігора Сікорського

### Без точної дати
- російського легкого літака Гаккель III (конструктор Я. М. Гаккель)[2].
- Short S.27 — британських літак побудований компанією Short Brothers.

Галерея
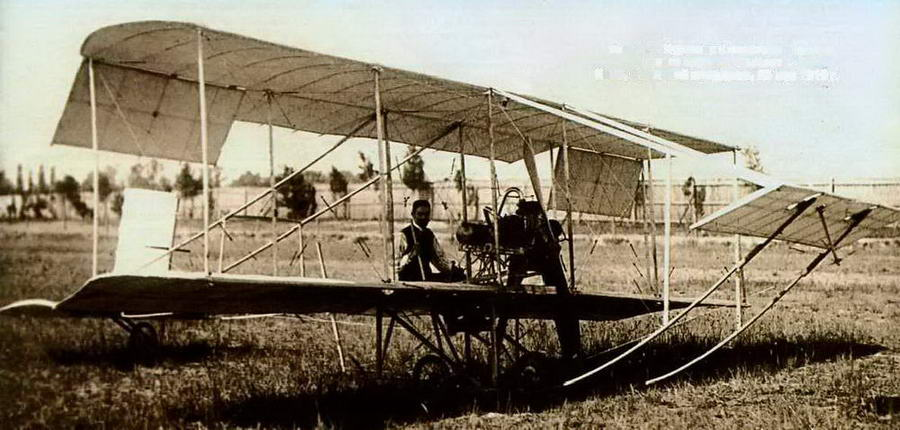
Кудашев в пілотському кріслі, Київ, Сирецький іподром, 5 червня 1910
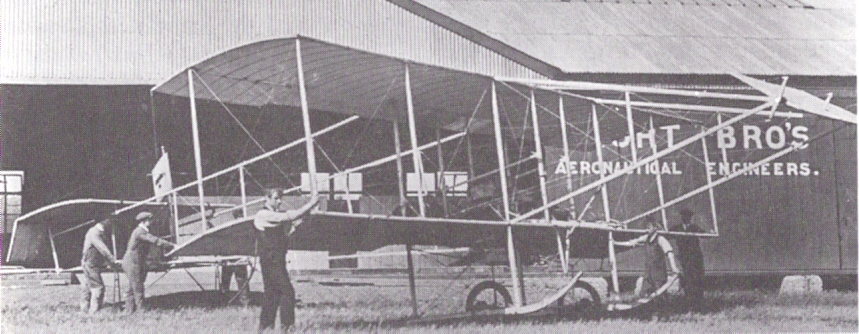
Short S.27
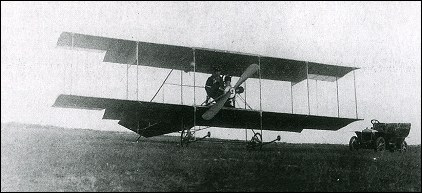
Сікорський С-3

### Авіаційні рекорди
- 7 січня — француз Хуберт Латам (фр. Hubert Latham), перший пілот, який перетинає висоту 1000 метрів (3281 футів).
- 9 липня — француз Леон Моран встановлює нову швидкість у 106 км/год (65,8 миль/год).
- 28 серпня — Арманд Дюфо (нім. Armand Dufaux; 1883—1941) на біплані Dufaux 4 зі швидкістю 66 км/год перетинає Женевське озеро від Сен-Гінгольфа до Женеви, на висоті близько 150 м за 56 хвилин і 5 секунд. На той час, це був найдовший політ над водою.
- 9 грудня — Французький авіатор Жорж Теофіл Легагне (фр. Georges Théophile Legagneux; 24 грудня 1882—6 липня 1914) стає першою людиною, яка піднімається на висоту вище 10 000 футів (3048 метрів), досягнувши висоти 10 499 футів (3200 метрів) на моноплані Blériot.

### Авіакатастрофи
- 27 травня — під час першого польоту зазнає катастрофи Caproni Ca.1. Це перший літак вироблений в Італії.
- 13 липня — німецький дирижабль Erbslöh вибухає в повітрі поблизу Леверкузена, загинув весь екіпаж з п'яти чоловік.
- 3 жовтня — перше зафіксоване зіткнення у повітрі відбувається поблизу Мілану. Обидва пілоти Бертрам Діксон (англ. Bertram Dickson) і Рене Томас (англ. René Thomas) виживають, але Діксона сильно поранено.
- 7 жовтня — під час проведення 1-го Всеросійського свята повітроплавання, на Комендантському аеродромі в Санкт-Петербурзі, відбулася перша в Російській імперії авіакатастрофа, в результаті якої загинув Левко Мацієвич.
- 3 грудня — перша в історія аварія літака з багатьма жертвами відбувається поблизу Риму, загинуло 26 із 27 людей.
- 22 грудня — під час перетину Ла-Маншу від Кале, Франція до Дувру, Англія зникає британський піонер авіації Сесіл Грейс (англ. Cecil Grace).

## Персоналії

### Народилися
- 31 січня — Валентина Степанівна Гризодубова, радянська льотчиця, учасниця рекордних перельотів і німецько-радянської війни, Герой Соціалістичної Праці та одна з перших жінок, удостоєних звання Герой Радянського Союзу.
- 21 лютого — сер Ду́глас Ро́берт Стю́арт Ба́дер, полковник Королівських військово-повітряних сил Великої Британії, ас Другої світової війни. Втратив обидві ноги в авіаційній аварії, але продовжував літати і брав участь в бойових діях. Здобув 20 особистих перемог, 4 в групі, 6 особистих непідтверджених, одну групову непідтверджену і пошкодив 11 літаків противника.
- 11 березня — Костянтин Костянтинович Коккінакі, радянський льотчик-випробувач, Герой Радянського Союзу.
- 20 березня — Анатолій Костянтинович Сєров, радянський льотчик, комбриг (1939), Герой Радянського Союзу (1938).
- 1 квітня — Сергій Миколайович Анохін, радянський льотчик-випробувач, полковник, Герой Радянського Союзу, лауреат Сталінської премії другого ступеню (1953).
- 21 червня — Тимофій Тимофійович Хрюкін, радянський військовий діяч, льотчик, генерал-полковник авіації, двічі Герой Радянського Союзу (1939; 1945).
- 25 червня — Вітт Федорович Скобарихін, радянський льотчик, Герой Радянського Союзу. 20 липня 1939, в ході боїв на Халхін-Голі збив таранном літак противника. Це був перший таран в історії Радянських ВПС.
- серпень — Нестеренко Марія Петрівна, радянська льотчиця, заступник командира авіаполку особливого призначення, дружина відомого льотчика Павла Ричагова.
- 30 жовтня — Дмитро Пантелійович Панов, радянський льотчик штурмової та винищувальної авіації, учасник Японсько-китайської та Другої світової війн, письменник.

Галерея
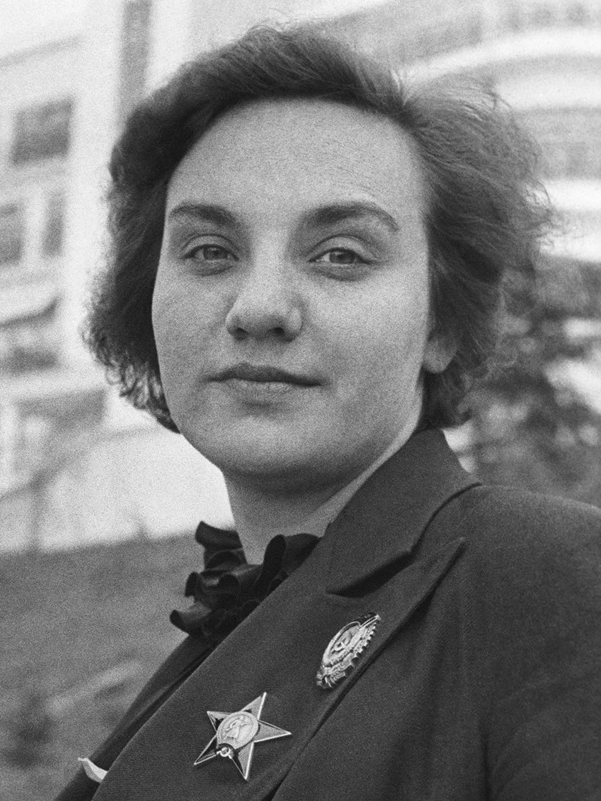
Валентина Гризодубова
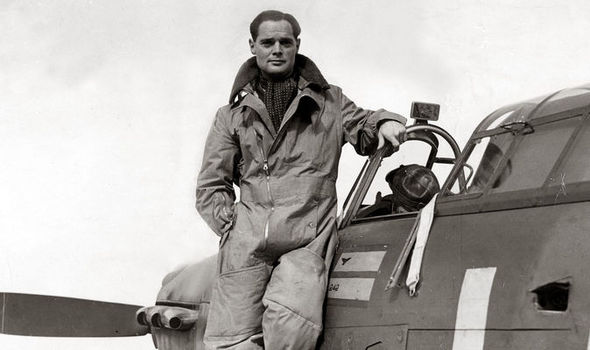
Дуглас Бадер
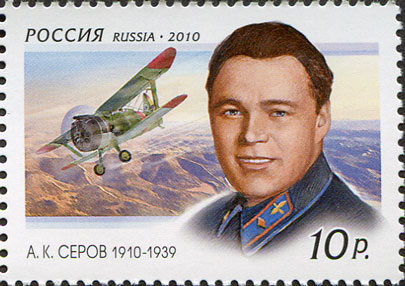
Анатолій Сєров
Сергій Анохін
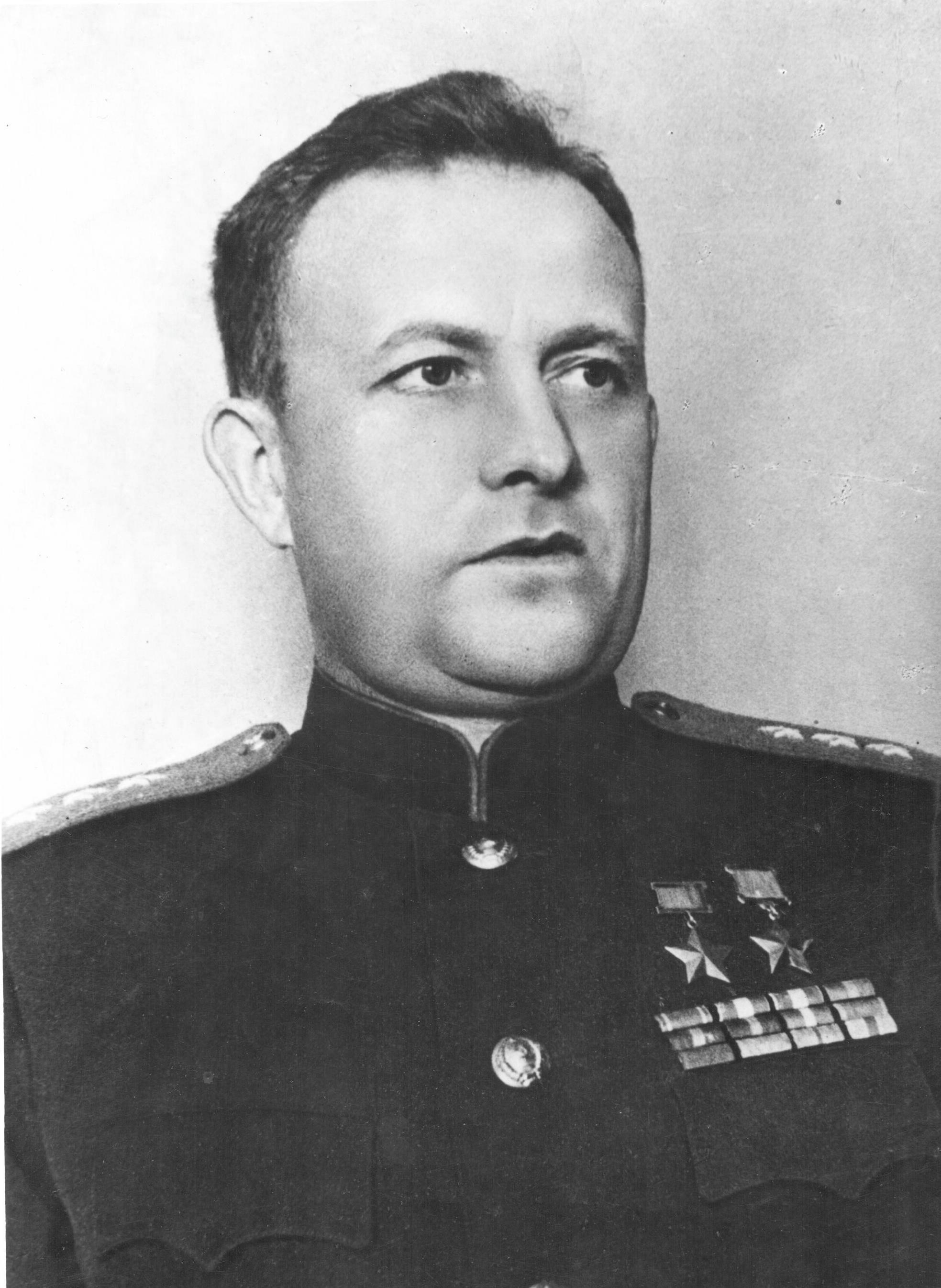
Тимофій Хрюкін
Марія Нестеренко
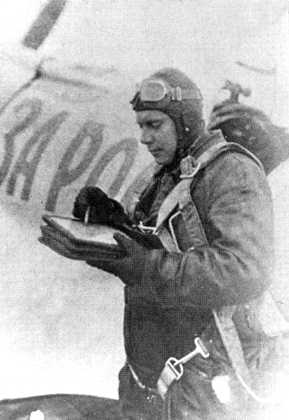
Дмитро Панов

### Померли
- 4 січня Леон Делаґранж (фр. Léon Delagrange; 13 березня 1872—4 січня 1910) розбився у Бордо на літаку Blériot.
- 13 травня — пілот Габріель Гаветт-Мішлен
- 27 вересня — через чотири дні після авіакатастрофи, помирає Хорхе Антоніо Чавес Дартнелл (ісп. Jorge Antonio Chávez Dartnell; 13 січня 1887—27 вересня 1910), перуанський авіатор

Галерея
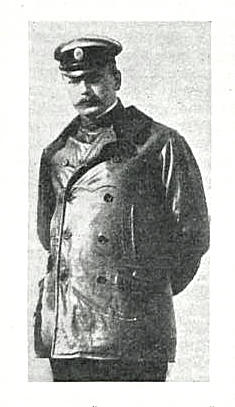
7 жовтня — Левко Макарович Мацієвич, інженер, перший український авіатор, громадський і політичний діяч, капітан. Загинув в авіакатастрофі.
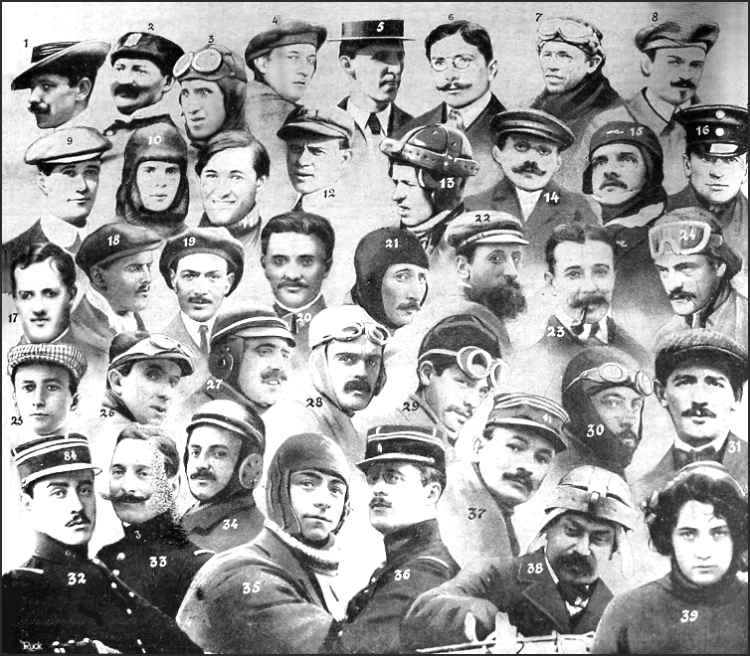
Леон Делаґранж зображений під №21 та інші особи, що померли у авіаційних катастрофах до 1912. Із журналу «Roland Garros»

- 17 листопада — Ральф Джонстоун (англ. Ralph Johnstone; 18 вересня 1880—17 листопада 1910), перший американець, що помер під час пілотування літаком.
- 22 грудня — під час перетину Ла-Маншу зникає британський піонер авіації Сесіл Грейс (англ. Cecil Grace).

- Галерея
- Левко Мацієвич
- Леон Делаґранж зображений під №21 та інші особи, що померли у авіаційних катастрофах до 1912. Із журналу «Roland Garros»[3]